# Polygrapha
Genre
Le genre Polygrapha regroupe des lépidoptères appartenant à la famille des Nymphalidae et à la sous-famille des Charaxinae.

## Dénomination
Le genre Polygrapha a été décrit par Otto Staudinger en 1887.

## Caractéristiques
Ce genre est présent uniquement en Amérique.

## Liste des espèces
- Polygrapha cyanea (Salvin & Godman, 1868)
- Polygrapha suprema (Schaus, 1920)
- Polygrapha tyrianthina (Salvin & Godman, 1868)
- Polygrapha xenocrates (Westwood, 1850)